# Большая Ушма
Большая Ушма (Ушма) — река в России, протекает в Московской и Владимирской областях, правый приток Клязьмы.
Вытекает из Святого озера севернее Шатуры. В верховьях ведутся торфоразработки, проложено множество каналов. Далее река течёт через густые леса. На территории Владимирской области через протоку соединяется с озером Светец. Устье находится в 390 км по правому берегу Клязьмы. Длина — 42 км, площадь водосборного бассейна — 569 км².
По среднему и нижнему течению реки можно сплавляться на байдарках.

## Данные водного реестра
По данным государственного водного реестра России относится к Окскому бассейновому округу. Речной бассейн — Ока, речной подбассейн — бассейны притоков Оки от Мокши до впадения в Волгу, водохозяйственный участок реки — Клязьма от города Орехово-Зуево до города Владимира.

## Галерея

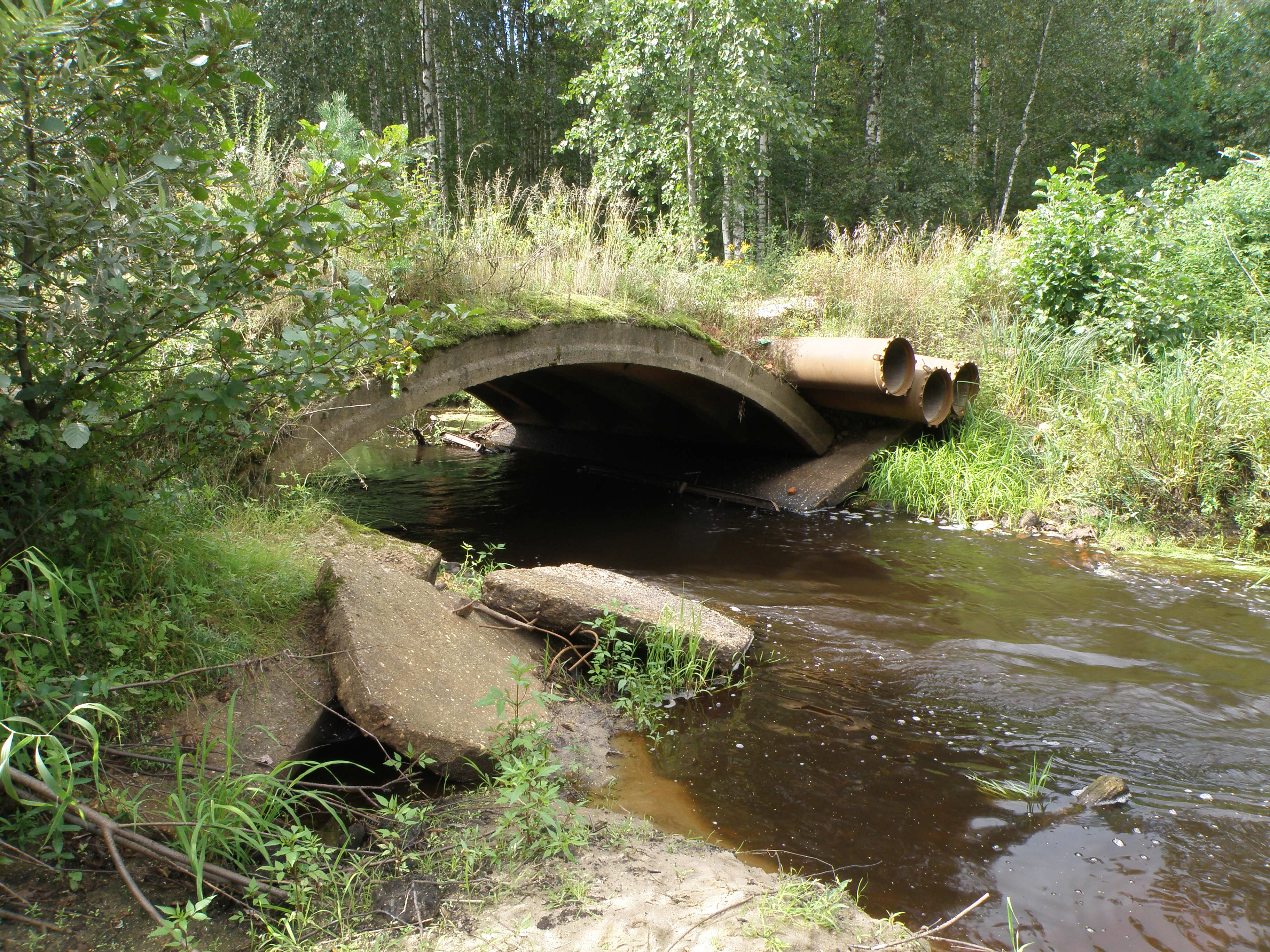
Мост в урочище Омуты (дорога Петушки — Северная Грива)
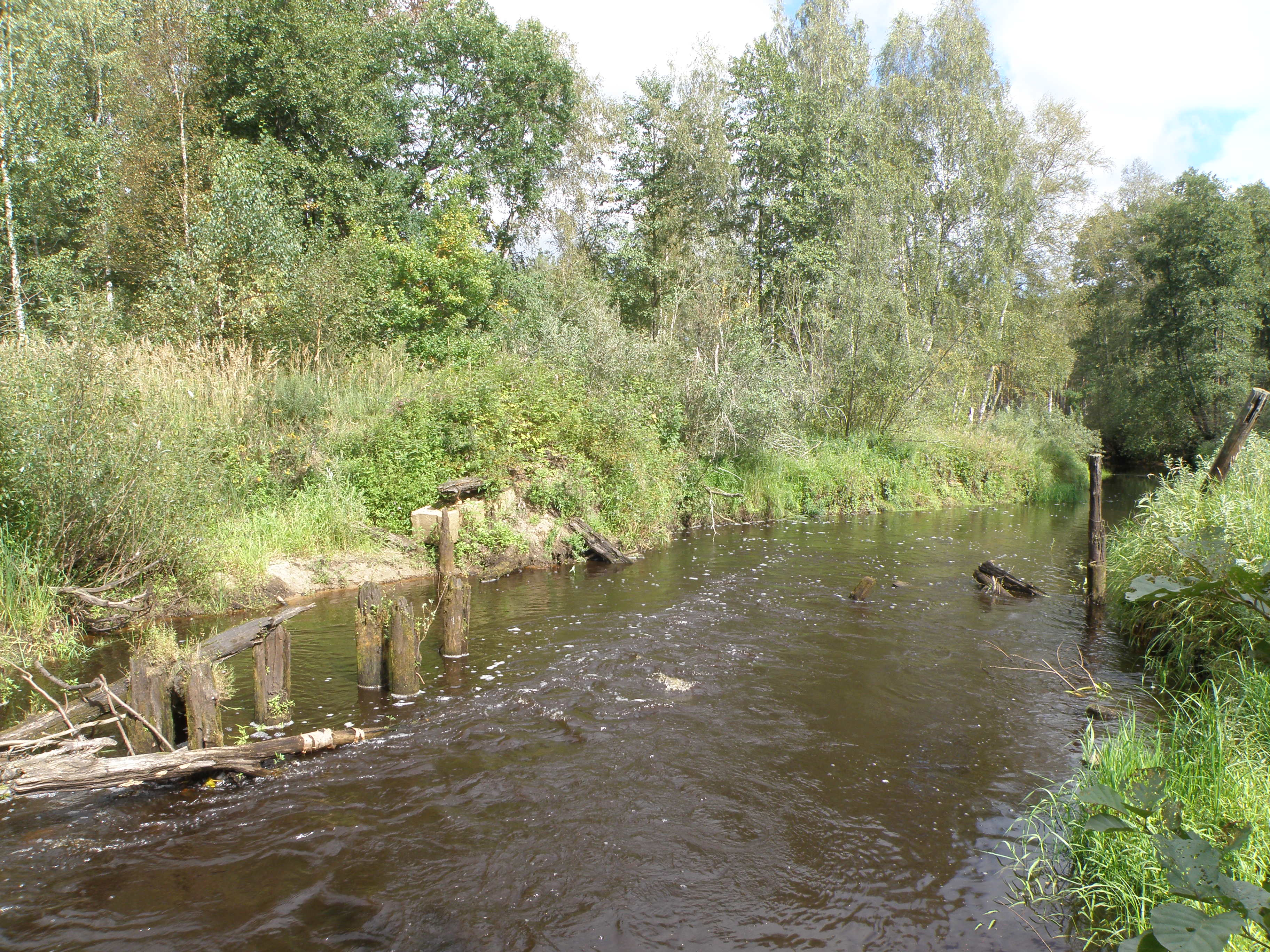
Остатки старого моста в урочище Омуты